# Ochrota malagassa
Ochrota malagassa är en fjärilsart som beskrevs av Embrik Strand 1912. Ochrota malagassa ingår i släktet Ochrota och familjen björnspinnare. Inga underarter finns listade i Catalogue of Life.